# The Original Monster Mash
The Original Monster Mash è il primo e unico album studio del cantante statunitense Bobby "Boris" Pickett, pubblicato nel 1962.
Il titolo dell'album deriva da quello del singolo Monster Mash, messo in commercio tempo prima.

## Tracce
1. Monster Mash - 3:14
2. Rabian - The Fiendage Idol - 2:54
3. Blood Bank Blues - 2:47
4. Graveyard Shift - 2:09
5. Skully Gully - 2:01
6. Wolfbane - 3:24
7. Monster Minute - 1:52
8. Transylvania Twist - 1:36
9. Sinister Stomp - 2:19
10. Me and My Mummy - 2:42
11. Monster Motion - 2:34
12. Monster Mash Party - 2:53
13. Irresistible Igor - 2:29
14. Bella's Bash - 2:49
15. Let's Fly Away - 0:50
16. Monster's Holiday - 3:10